# Чурсиніт
Чурсиніт — мінерал, арсенат (за класифікацією мінералів Нікеля — Штрунца — з класу фосфатів, арсенатів та ванадатів). Свою назву він отримав за прізвищем російської акторки театру та кіно Людмили Олексіївни Чурсіної.

## Загальний опис
Чурсиніт — це арсенат з хімічною формулою Hg+Hg2+(AsO₄). Кристалізується в моноклінній системі, зернами розміром до 0,2 мм. Його твердість за шкалою Мооса становить від 3 до 4.
Чурсиніт був виявлений у родовищі Sb-Hg Хайдаркан (провінція Ойх, Киргизстан). Його також було описано на родовищі Тсаувай (провінція Ойкс, Киргизстан) та на шахті Ендевор у Кобарі (Новий Південний Уельс, Австралія).
Зазвичай його можна знайти в асоціації з іншими мінералами, такими як: каломелан, еглестоніт, терлінгваїт, кордероїт, монтроїдит, кузнецовіт, шаховіт та ртуть.